# Robert Fontaine (musicien)
Pour les articles homonymes, voir Robert Fontaine (homonymie) et Fontaine.
Robert Fontaine est un clarinettiste et pédagogue français né le 5 juin 1942 à Paris.

## Biographie
Robert Fontaine naît le 5 juin 1942 à Paris.
Il étudie au Conservatoire de Versailles puis au Conservatoire national supérieur de musique de Paris, obtenant un 1er prix de clarinette en 1962 et d'ensemble instrumental en 1963. La même année, il est lauréat du Concours international d'exécution musicale de Genève.
En 1973, Robert Fontaine est nommé première clarinette solo au Nouvel Orchestre philharmonique de Radio France, poste qu'il conserve jusqu'en 2007.
Comme interprète, il mène en parallèle une carrière de soliste, en particulier dans le domaine de la musique contemporaine, dans lequel il est très engagé. Il est ainsi le créateur de concertos de Jacques Bondon, Ida Gotkovsky, Aubert Lemeland et Graciane Finzi, notamment, et joue en musique de chambre des pages de Sándor Balassa, Milan Stibilj, Charles Koechlin, Ernest Chausson, Tôn-Thât Tiêt ou Jean-Jacques Werner.
Comme pédagogue, il est nommé professeur de clarinette au Conservatoire européen de musique de Paris en 1995 et dirige aux éditions Gérard Billaudot une collection d’œuvres anciennes et modernes pour clarinette.